# گو سو
گو سو (کره‌ای: 고수؛ زادهٔ ۴ اکتبر ۱۹۷۸) بازیگر اهل کره جنوبی است. او در مجموعه‌های تلویزیونی همچون افسانه اوک‌نیو، جراحان قلب، بازی پول و فیلم‌های شب روشن، خط مقدم، عشق ۹۱۱ و خیاط سلطنتی ایفای نقش کرده‌است.

## فیلم‌شناسی

### فیلم
| سال  | عنوان                 | نقش                       | توضیحات             |
| ---- | --------------------- | ------------------------- | ------------------- |
| ۲۰۰۴ | بعضی                  | کانگ سونگ جو              |                     |
| ۲۰۰۹ | شب روشن               | کیم یو هان                |                     |
| ۲۰۱۰ | شکارچیان              | ایم کیو نام               |                     |
| ۲۰۱۱ | خط مقدم               | کیم سو هیوک               |                     |
| ۲۰۱۲ | عشق ۹۱۱               | چوی کانگ ایل              |                     |
| ۲۰۱۳ | راه خانه              | کیم جونگ به               |                     |
| ۲۰۱۴ | چشم انتظار            | کیم مین وو                | فیلم کوتاه          |
| ۲۰۱۴ | نمایی از کوه میوهیانگ | نقاش کره جنوبی            | فیلم کوتاه          |
| ۲۰۱۴ | خیاط سلطنتی           | لی گونگ جین               |                     |
| ۲۰۱۶ | آخرین شاهزاده خانم    | شاهزاده لی وو             | حضور افتخاری        |
| ۲۰۱۷ | رؤیای درخشان          | چوی ده هو                 |                     |
| ۲۰۱۷ | دندان و ناخن          | لی سوک جین / چوی سونگ مان |                     |
| ۲۰۱۷ | دژ                    | سو نال سو                 |                     |
| ۲۰۲۲ | رهگذران               | جونگ ایک جونگ             | فیلم کوتاه اینترنتی |

### مجموعه تلویزیونی
| سال       | عنوان                        | نقش                          | توضیحات              | شبکه     |
| --------- | ---------------------------- | ---------------------------- | -------------------- | -------- |
| ۱۹۹۹      | اد مدنِس                      |                              |                      | کی‌بی‌اس۲  |
| ۱۹۹۹      | جامپ                         | گو سو                        |                      | ام‌بی‌سی   |
| ۱۹۹۹      | خانواده بدبوی من             | گو سو                        |                      | ام‌بی‌سی   |
| ۲۰۰۰      | با چشمانت بگو                | جانگ کی ریونگ                |                      | ام‌بی‌سی   |
| ۲۰۰۰      | بی‌وقفه                       | گو سو                        |                      | ام‌بی‌سی   |
| ۲۰۰۰      | مادر و خواهر                 | جانگ کیونگ بین               |                      | ام‌بی‌سی   |
| ۲۰۰۱      | پیانو                        | هان جه سو                    |                      | اس‌بی‌اس   |
| ۲۰۰۲      | عصر بی‌گناهی                  | ته سوک                       |                      | اس‌بی‌اس   |
| ۲۰۰۳      | بانوی زیبای من               | شین یونگ هو                  |                      | اس‌بی‌اس   |
| ۲۰۰۴      | وقتی یک مرد عاشق یک زن می‌شود | جی هون                       |                      | اس‌بی‌اس   |
| ۲۰۰۵      | رز سبز                       | لی جونگ هیون / جانگ جونگ وون |                      | اس‌بی‌اس   |
| ۲۰۰۵      | ازدواج با یک میلیونر         | کیم یونگ هون                 |                      | اس‌بی‌اس   |
| ۲۰۰۹      | آیا کریسمس برف می‌بارد؟       | چا کانگ جین                  |                      | اس‌بی‌اس   |
| ۲۰۱۳      | امپراتوری طلا                | جانگ ته جو                   |                      | اس‌بی‌اس   |
| ۲۰۱۶      | افسانه اوک‌نیو                | یون ته وون                   |                      | ام‌بی‌سی   |
| ۲۰۱۸      | جراحان قلب                   | پارک ته سو                   |                      | اس‌بی‌اس   |
| ۲۰۱۹      | خدمه گل: آژانس ازدواج چوسان  | ولیعهد                       | حضور افتخاری، قسمت ۱ | جی‌تی‌بی‌سی |
| ۲۰۲۰      | بازی پول                     | چه یی هون                    |                      | تی‌وی‌ان   |
| ۲۰۲۰      | گمشده: آن سوی دیگر           | کیم ووک                      | فصل ۱                | اوسی‌ان   |
| ۲۰۲۲–۲۰۲۳ | گمشده: آن سوی دیگر           | کیم ووک                      | فصل ۲                | تی‌وی‌ان   |

### برنامه اینترنتی
| سال  | عنوان      | نقش  | توضیحات        | منابع |
| ---- | ---------- | ---- | -------------- | ----- |
| ۲۰۲۳ | اس‌ان‌ال کره | مجری | قسمت ۹ – فصل ۳ | [ ۷ ] |

### تئاتر
| سال  | عنوان                           | نقش       |
| ---- | ------------------------------- | --------- |
| ۲۰۰۸ | بازگشت رئیس اوم (돌아온 엄사장) | اوم گو سو |